# Дружников, Владимир Васильевич
Влади́мир Васи́льевич Дру́жников (30 июня 1922, Москва — 20 февраля 1994, там же) — советский и российский актёр. Народный артист РСФСР (1974). Лауреат двух Сталинских премий (1948, 1950).

## Биография

### Ранние годы
Родился 30 июня 1922 года в Москве в семье кадрового военного Василия Львовича Дружникова и служащей Наркомата обороны Серафимы Ивановны Дружниковой. В детском возрасте сыграл роль чеховского Ваньки Жукова и совмещал учёбу в школе с занятиями в драматическом кружке. После окончания средней школы в 1938 году поступил в студию Центрального детского театра, где играл Милона в «Недоросле» и Колю в «Первой любви» по повести Р. Фрайермана. В 1943 году поступил в школу-студию МХАТа, придя на вступительные экзамены вместе с поступавшим товарищем по детскому театру, чтобы помочь ему сыграть сцену из спектакля. После просмотра сцены член комиссии Николай Хмелёв предложил Дружникову поступать самому. Шла Великая Отечественная война, и студийцам приходилось совмещать учёбу с дежурством во время ночных налётов вражеской авиации.
В 1943 году кинорежиссёр Владимир Петров искал актёра на главную роль — Незнамова — в картине «Без вины виноватые». В поисках актёра Петров пришёл в школу-студию МХАТа, увидел высокого и красивого Дружникова и предложил ему попробоваться. Дружников согласился, несмотря на твёрдое правило: студенты, позволившие себе сняться в кино, автоматически исключались; снявшись в фильме, он был отчислен со второго курса.

### Известность
Фильм «Без вины виноватые» вышел на экраны в победный 1945 год и сразу стал лидером проката, а Дружников мгновенно стал знаменитым актёром и был принят в Государственный Театр Киноактёра, где прослужил до 1994 года. Был членом Всероссийского театрального общества.. На волне популярности он также сыграл главную роль — Данилы-мастера — в фильме режиссёра-сказочника А. Л. Птушко  «Каменный цветок». Затем были фильм  Ивана Пырьева «Сказание о земле Сибирской» и   «Константин Заслонов» о герое Великой Отечественной войны, принёсшие актёру Сталинские премии. Среди замечательных его работ — роль художника Рябовского в фильме  «Попрыгунья», и именно его герой — Командир эскадрона в культовом фильме  «Офицеры» произносит знаменитые ныне слова: «Есть такая профессия — Родину защищать!».

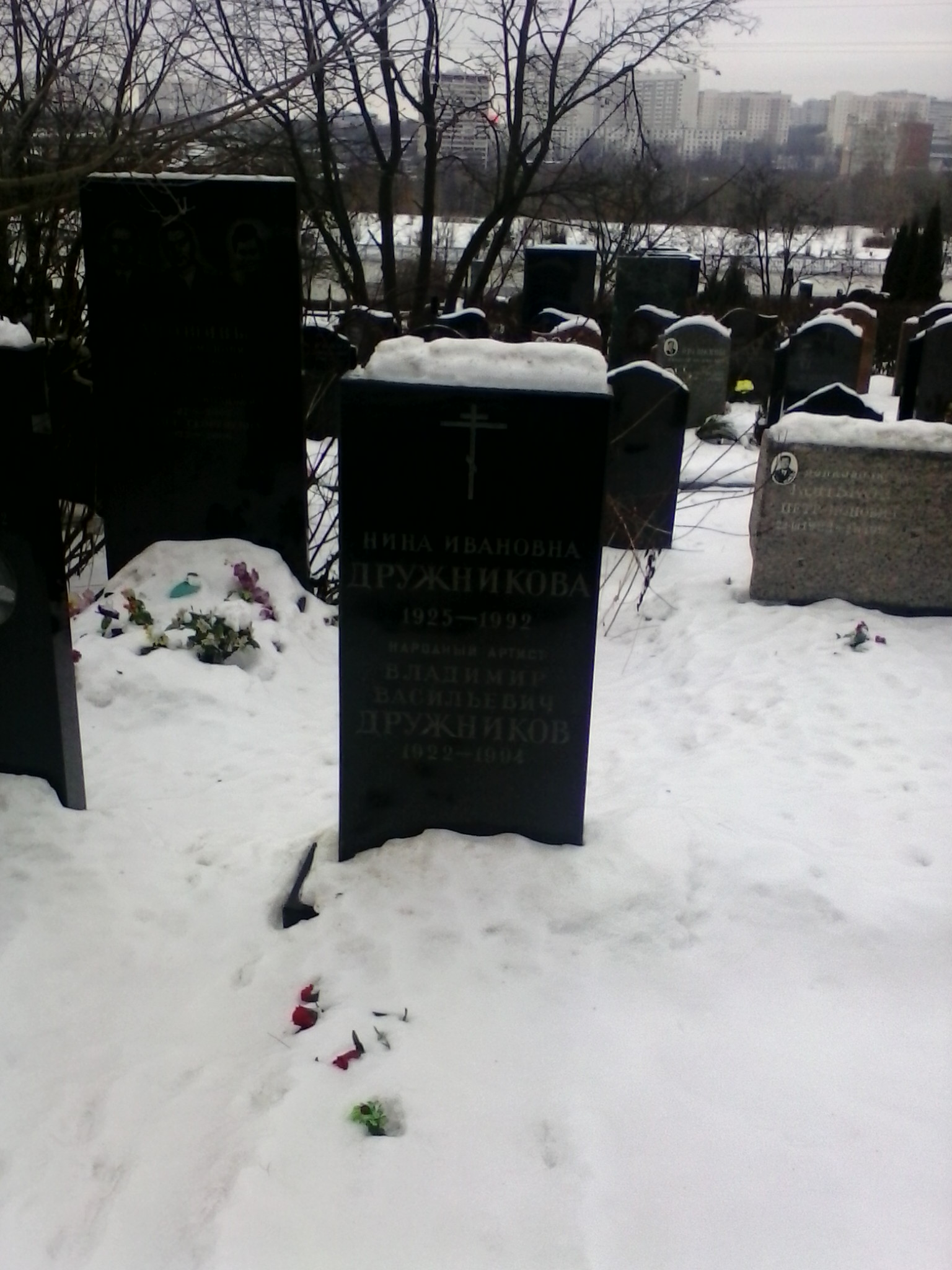
Памятник на Троекуровском кладбище

Скульптурная композиция «Офицеры». Дружников в роли комэска Георгия Петровича (справа) в одноимённом фильме

За 50 лет работы в кино актёр снялся более чем в 40 фильмах в главных ролях и ролях первого плана, играл главные роли в пьесах классического и современного репертуара на сцене Театра Киноактёра и сценах многих театров страны. Обладая неповторимой индивидуальностью, мощным темпераментом, редким тембром голоса, большим талантом, он во всех ролях был органичным, убедительным и создал множество ярких, незабываемых образов. Помимо вышеназванных, это фильмы  «Адмирал Ушаков»,  «Корабли штурмуют бастионы»,  «Необыкновенное лето»,  «Первые радости»,  «Две жизни»,  «Дуэль» и другие. Участвовал в масштабном проекте итальянского продюсора Дино де Лаурентиса — кинофильме  «Ватерлоо» . Фильм «Сказание о земле Сибирской» включён в знаменитую французскую Синематеку шедевров мирового кинематографа. Киноленты с участием Дружникова входили в число лидеров отечественного проката, становились лауреатами международных кинофестивалей. Они регулярно идут в кинотеатрах, показываются ведущими телевизионными каналами российского телевидения, востребованы зрителями разных поколений. Среди замечательных театральных работ артиста — Паратов в  «Бесприданнице» Островского, Черкун — в «Варварах» Горького, Шумов — в «Наследстве»  Софронова, Пастернак — в «Затонувшем острове» по произведениям Цветаевой. Событием могла стать роль Гамлета, предложенная Дружникову режиссёром Н. Охлопковым, но это не состоялось из-за занятости актёра в кинематографе. Режиссёр и актёр Михаил Козаков называл Дружникова «безукоризненно профессиональным человеком благородной внешности, несущим за собой шлейф драматизма собственной судьбы».
Дружников вёл большю шефскую работу по стране и за рубежом в таких странах как Германия, Польша, Чехия, Венгрия, Румыния, читал стихи и прозу. На эстраде он выступал с большими поэтическими программами по произведениям Маяковского, Есенина, Цветаевой и Пастернака. На радио читал произведения Чехова, Бунина, Тютчева, Тургенева. Участвовал в радиопостановках «Хождение по мукам» Толстого и «Дон Карлос» Шиллера. Эти передачи вошли в записи Золотого фонда.

### Актёр дубляжа
Владимир Дружников — признанный мастер дубляжа. Его бархатным голосом говорят с экрана Гойко Митич (серия фильмов об индейцах), Жан Маре (серия о Фантомасе), Юл Бриннер («Великолепная семёрка»), Грегори Пэк («Римские каникулы», «Золото Маккенны»), Миклош Габор ( «Альба Регия»), Мел Феррер ( «Война и мир»), Сидни Пуатье ( «Скованные одной цепью»), Лоуренс Оливье ( «Спартак»), Рекс Харрисон ( «Клеопатра»), Даниэль Ольбрыхский ( «Пан Володыевский»), Жак Бертье (  «Три мушкетёра»), Ричард Эган ( «300 спартанцев») и другие иностранные актёры.

### Смерть
Умер от  сердечной недостаточности в больнице в Москве 20 февраля 1994 года на 72-м году жизни. Последние полтора года после смерти жены за ним ухаживала дочь. Похоронен рядом с женой на Троекуровском кладбище, где дочь поставила им памятник.

### Память
- В апреле 2017 года на доме 28 по 1-й Тверской-Ямской улице была установлена мемориальная бронзовая доска в честь Владимира Дружникова, который жил здесь с 1955 по 1994 годы. Доску, автором которой является заслуженный художник России, главный художник Театра Вахтангова Максим Обрезков, открыл актёр Василий Лановой[1].

Жизни и творчеству замечательного актёра также посвящены телевизионные программы «Чтобы помнили», «Звёзды мирового кино», «Пёстрая лента», «Неизвестный Дружников» и книга «Великие и неповторимые».

## Семья
- Жена — Дружникова (Чалова) Нина Ивановна (1925—1992), советская актриса кино.

- Дочь — Наталия (1949, заместитель начальника отдела компании). Вдова Борисова Александра Исаевича (1950—2022), действительного государственного советника РФ, сына Народной артистки СССР, актрисы Театра им. Вахтангова Борисовой Юлии Константиновны.

- Брат — Дружников Лев Васильевич (1925—1986).

## Признание и награды
- Сталинская премия первой степени (1948) — за исполнение роли Андрея Николаевича Балашова в фильме «Сказание о земле Сибирской»[2]
- Сталинская премия третьей степени (1950) — за исполнение заглавной роли в фильме «Константин Заслонов»
- Народный артист РСФСР (1974)
- Заслуженный артист РСФСР (1965)
- два ордена «Знак Почёта» (6.3.1950; 29.6.1982)
- медали.

## Творчество

### Роли в театре
- Театра-студии киноактёра:
  - «Бесприданница» А. Островского — Паратов
  - «Варвары» М. Горького — Черкун

### Фильмография
1. 1945 — Без вины виноватые — Григорий Незнамов, артист провинциального театра
2. 1946 — Глинка — Кондратий Фёдорович Рылеев
3. 1946 — Каменный цветок — Данила-мастер
4. 1946 — Наше сердце — авиаконструктор Сергей Казаков
5. 1947 — Сказание о земле Сибирской — Андрей Николаевич Балашов
6. 1950 — Константин Заслонов — Константин Заслонов
7. 1950 — Заговор обречённых — Марк Пино
8. 1950 — Донецкие шахтёры — Дмитрий Иванович Трофименко, конструктор
9. 1953 — Адмирал Ушаков — Васильев
10. 1953 — Честь товарища
11. 1953 — Корабли штурмуют бастионы — Васильев
12. 1954 — Опасные тропы — Василий Желудев
13. 1955 — Попрыгунья — Рябовский
14. 1955 — Костёр бессмертия — Джордано Бруно
15. 1956 — Первые радости — Цветухин
16. 1957 — Необыкновенное лето — Цветухин
17. 1959 — Люди на мосту — Павел Акимович Одинцов
18. 1961 — Две жизни — социалист, поручик Кирилл Николаевич Бороздин, сын профессора
19. 1961 — Дуэль — фон Корен
20. 1962 — Кубинская новелла — Гарсия
21. 1963 — Генерал и маргаритки — Добров
22. 1964 — Три сестры — Василий Васильевич Солёный
23. 1965 — Гиперболоид инженера Гарина — Артур
24. 1965 — Чрезвычайное поручение — Неледецкий
25. 1966 — Нет и да
26. 1967 — Желаем успеха
27. 1967 — Десятый шаг — Романенко
28. 1968 — Таинственный монах — капитан Воронцов
29. 1970 — Морской характер — батальонный комиссар Филатов
30. 1970 — Ватерлоо — Жерар
31. 1971 — Офицеры — комэск Георгий Петрович
32. 1975 — Без права на ошибку — Юрий Петрович, прокурор-обвинитель
33. 1975 — Наследники — Петр Сергеевич Казаков
34. 1978 — Трактир на Пятницкой — Волохов
35. 1981 — Они были актёрами — Анатолий Иванович Добкевич, главный режиссёр театра, ведущий актёр, муж Перегонец
36. 1982 — Гонки по вертикали — Сергей Юрьевич Обнорский
37. 1985 — Багратион — Сен-При
38. 1985 — Танцплощадка — Ипполит Анатольевич
39. 1989 — Визит дамы — Бобби, дворецкий
40. 1989 — Частный детектив, или Операция «Кооперация» — пассажир самолёта
41. 1991 — Глухомань — Никанорыч
42. 1993 — Желание любви — доктор

### Озвучивание и дубляж
1. 1971 — Остров сокровищ — капитан Смоллетт
2. 1976 — Настоящий тбилисец и другие
3. 1981 — Тайна третьей планеты — капитан Ким
4. 1984 — ТАСС уполномочен заявить… — Пол Лоренс

### Дубляж иностранных фильмов
- 1956 Война и мир | War and Peace (США, Италия)
- 1959 Командир отряда | Командирът на отряда (Болгария)
- 1960 Спартак | Spartacus (США)
- 1960 Великолепная семёрка | The Magnificent Seven (США)
- 1961 Альба Регия | Alba Regia (Венгрия)
- 1961 Три мушкетёра | Les Trois Mousquetaires (Франция, Италия)
- 1962 300 спартанцев | 300 Spartans (США)
- 1962 Козара | Kozara (Югославия)
- 1964 Цвета борьбы | Barwy walk (Польша)
- 1964 Виннету — вождь апачей
- 1964 Фантомас | Fantômas (Франция, Италия)
- 1965 Фантомас разбушевался | Fantômas se déchaîne (Франция, Италия)
- 1965 История моей глупости | Butasagom tortenete (Венгрия)
- 1967 Фантомас против Скотланд-Ярда | Fantômas contre Scotland Yard (Франция, Италия)
- 1967 Чингачгук — Большой Змей | Chingachgook, die grosse Schlange (ГДР)
- 1968 След Сокола | Spur des Falken (ГДР, СССР)
- 1968 Битва за Рим | Lupta pentru Roma I (Румыния, ФРГ, Италия)
- 1968 Колонна | Columna (Румыния, ФРГ, Италия)
- 1968 Пусть говорят | Digan lo que digan (Аргентина, Испания)
- 1969 Пан Володыёвский | Pan Wolodyjowski (Польша)
- 1969 Белые волки | Weisse Wölfe (ГДР, Югославия)
- 1969 Преданность | Aradhana (Индия)
- 1969 По следу Тигра | Most (Югославия)
- 1969 Золото Маккенны | Mackenna’s Gold (США)
- 1970 Квартира | The Apartment (США) — Джефф Д. Шелдрейк
- 1970 Михай Храбрый | Mihai Viteazul (Румыния, Франция, Италия)
- 1970 Приданое княжны Ралу | Zestrea Domnitei Ralu (Румыния)
- 1972 Новые центурионы | The New Centurions (США)
- 1974 Капкан | Capcana (Румыния)
- 1974 Пиаф | Piaf (Франция)
- 1977 Смерть негодяя | Mort D’Un Pourri (Франция)
- 1979 Доказательств убийства нет | Für Mord kein Beweis (ГДР)
- 1979 Правосудие для всех | …And Justice for All (США)
- 1981 Тристан и Изольда | Lovespell (США)
- 1982 Тутси | Tootsie (США)